# Geocrypta
Geocrypta is een muggengeslacht uit de familie van de galmuggen (Cecidomyiidae).

## Soorten
- G. braueri (Handlirsch, 1884)
- G. campanulae (Muller, 1871)
- G. galii

Walstrostengelgalmug (Loew, 1850)
- G. heterophylli (Rübsaamen, 1914)